# Sarsia codonoforum
Sarsia codonoforum är en nässeldjursart som beskrevs av Ernst Haeckel 1879. Sarsia codonoforum ingår i släktet Sarsia och familjen Corynidae. Inga underarter finns listade i Catalogue of Life.